# Mormonia carolina
Mormonia carolina är en fjärilsart som beskrevs av Holland. Mormonia carolina ingår i släktet Mormonia och familjen nattflyn. Inga underarter finns listade i Catalogue of Life.